# Deutsche Hochschule für Nationale Politik
Die Deutsche Hochschule für Nationale Politik, auch: Nationalpolitische Hochschule, gegründet als Politisches Kolleg für national-politische Schulungs- und Bildungsarbeit war ein Kolleg in Berlin-Spandau, das aus dem Juniklub hervorging. Es bestand von 1920 bis etwa 1926.

## Geschichte
Die Initiative zum Kolleg ging im November 1920 von Angehörigen des konservativen Juniklubs aus. Es verstand sich als Konkurrenz zur gerade eröffneten Deutschen Hochschule für Politik, die eher liberal geprägt war. Finanziell und konzeptionell beteiligten sich vor allem Heinrich von Gleichen-Rußwurm und Eduard Stadtler. Weitere Geldgeber waren Alfred Hugenberg und Albert Vögler. Bereits im Frühjahr 1921 wurde der Lehrbetrieb aufgenommen. Der Historiker Martin Spahn übernahm die Leitung.
Themen des Kollegs waren Agrarpolitik, Außenpolitik, Gewerkschaften und Parteien, Kulturpolitik, Staatsverfassung sowie das Studium der Wirtschaftskrise. Als Lehrende tätig waren die führenden Vertreter des Juniklubs, so von Gleichen-Rußwurm, Moeller van den Bruck und Max Hildebert Boehm. Auch die Gastdozenten stammten aus diesem Kreis, so zum Beispiel der spätere Reichskanzler Heinrich Brüning. das Kolleg beschränkte sich nicht auf Studenten, sondern war auch für andere Personengruppen geöffnet. So lernten in dem Kolleg auch ausgebildete Lehrer, Militärangehörige und Schriftsteller sowie Kaufleute und Landwirte.
Der Lehrbetrieb ging nicht harmonisch vonstatten. Die beginnenden Konflikte im Juniklub selbst beeinträchtigten auch den Lehrbetrieb. Auch die Abhängigkeit von Spenden aus der Industrie führte zu offenen Konflikten zwischen jungkonservativen und konservativen Lehrenden. Insbesondere deutsch-sozialistische Positionen führten zu weniger Spendenbereitschaft. Bis zu seiner Erkrankung 1924 war es vor allem van den Bruck, der das Kolleg zusammenhielt. Mit der Auflösung des Juniklubs verlor auch das Kolleg an Einfluss. Von Gleichen-Rußwurm gründete den Deutschen Herrenklub, der eher alte konservative Positionen vertrat. Boehm schied 1926 aus und gründete stattdessen das Institut für Grenz- und Auslandsstudien.

## Bedeutung
Der Lehrbetrieb der Deutschen Hochschule für Nationale Politik bestand nur wenige Jahre. Die fehlende Einigkeit des Juniklubs beeinträchtigte auch den Lehrbetrieb und führte dementsprechend auch zu einer Zersplitterung des jungkonservativen Lagers. Die Hochschule diente dennoch als Multiplikator der konservativen Idee und war eine der zahlreichen Aktivitäten des Juniklubs. Viele der Teilnehmer an den verschiedenen Kursen, aber auch viele Lehrende, machten auch später im Dritten Reich Karriere, insofern war das Ziel, eine Führungs- und Kaderschmiede für konservative Politik zu schaffen, auch durchaus erfüllt.